# Amitriptilin
Amitriptilin (Triptomer, Elavil, Triptizol, Laroksil, Saroten, Saroteks, Lentizol, Endep) je triciklični antidepresiv (TCA). On je najšire korišćeni TCA i jednako je efikasan protiv depresije kao i novija klasa SSRI lekova. Osim redukovanja simptoma depresije, on olakšava migrene, glavobolje usled napetosti, napade anksioznosti i neke od simptoma šizofrenije. Takođe je poznato da redukuje agresivno i nasilno ponašanje.

## Spoljašnje veze
- [http://pubchem.ncbi.nlm.nih.gov/summary/summary.cgi?sid=562885
- [http://home.intekom.com/pharm/lennon/trepilin.html
- [http://www.medsafe.govt.nz/profs/Datasheet/a/Amitriptab.htm
- [https://web.archive.org/web/20080625161408/http://www.betterhealth.vic.gov.au/bhcv2/bhcmed.nsf/pages/afcendep/$File/afcendep.pdf
- [http://www.nlm.nih.gov/medlineplus/druginfo/meds/a682388.html

|  | Molimo Vas, obratite pažnju na važno upozorenje u vezi sa temama iz oblasti medicine (zdravlja). |